# Paragongylidiellum caliginosum
Paragongylidiellum caliginosum là một loài nhện trong họ Linyphiidae.
Loài này thuộc chi Paragongylidiellum. Paragongylidiellum caliginosum được Jörg Wunderlich miêu tả năm 1973.